# Малайская серая цапля
Малайская серая цапля (лат. Ardea sumatrana) — крупная цапля с длинной шеей, обитающая от Юго-Восточной Азии до Папуа-Новой Гвинеи и Австралии.

## Описание
Малайская серая цапля — крупная птица, обычно ростом 115 см и весом до 2,6 кг. Она крупнее рыжей цапли, на которую похожа внешне, хотя крупнее и темнее. Оперение сверху в основном темно-серое.
Полет медленный, шея втянута. Это характерно для цапель и выпей и отличает их от аистов, журавлей и колпиц, которые вытягивают шеи. Этот вид кормится на мелководье, пронзая рыбу своим длинным острым клювом. Он может неподвижно ждать добычу или медленно преследовать свою жертву.

## Распространение и среда обитания
Малайская серая цапля имеет очень большой ареал и встречается на большей части побережья Южной Азии и Австралазии, включая Австралию, Индию, Индонезию, Малайзию и Филиппины. Её места обитания в основном прибрежные, такие как острова, коралловые рифы, мангровые заросли, большие реки. Однако изредка его можно встретить внутри страны на мелких водоемах.